# Geroa
Geroa fue una relevante compañía teatral del País Vasco (España) que desarrolló su actividad entre los años 1967 y 1997.
En ella comenzaron y se formaron numerosos actores y actrices del mundo de la escena española como Paco Obregón, Alfonso Torregrosa, Julio Perugorria, Eva Cortijo, Alberto Lebrancón, Izaskun Asua, Rosa Martínez Alcocer, Luís Blázquez, Sardo Irisarri y Juanlu Escudero; escenógrafos como Javier Obregón y José Ibarrola; y productores como Jesús Cimarro y Joseba Gil. 
Los grupos teatrales Geroa, Cómicos de la Lengua y Akelarre fueron los pioneros del teatro vasco actual. En su periodo profesional Geroa realizó más de 1.500 representaciones, estando considerada una de las compañías teatrales más activas del País Vasco en las décadas de 1980 y 1990.

## Historia
El grupo teatral Geroa se formó dentro de la sección Garitaonandia de la Asociación Gerediaga de la localidad vizcaína de Abadiano en 1967 de la mano de Roberto Andueza, aunque su implantación se dio en Durango. Su impulsor y alma mater fue el durangués Paco Obregón quien hizo que la compañía diera el paso a la profesionalización.
En sus comienzos realizaba sus representaciones en los barrios de Durango y los pueblos de la comarca (Duranguesado). En el año 1972 se produce la entrada en el grupo de un numeroso número de gente joven que logra realizar un núcleo cohesionado que sería capaz comenzar las representaciones teatrales por todo el ámbito de Euskadi. Hasta ese momento el teatro vasco era inexistente hasta tal medida que no existía referentes actorales propios.
La deficiencia de experiencia actoral en el País Vasco obliga a Geroa a crear una escuela de teatro para la formación de sus propios actores y actrices. De esa necesidad nace la Antzerki Eskola que tenía como objetivo la de la formación actoral de los propios componentes de la compañía y la creación de una cantera de futuros actores.
En 1978 Geroa realiza el salto a la profesionalidad. Este salto se realiza con la obra Kaixo Agirre que se estrenó en enero de 1979. La prensa de la época comentaba sobre el trabajo del grupo lo siguiente: 

Geroa dedica toda su capacidad de trabajo a la potenciación y creación de un teatro vasco a través de: Potenciar el propio idioma (euskera), acercarse a los elementos creativos de Euskadi, investigar y montar espectáculos sobre nuestra historia y profundizar en la técnica actoral.

Su última actuación se realizó en Éibar en 1997 dentro del Festival de teatro de Eibar 13 de marzo de 1997 con la obra Por mis muertos. Paco Obregón había abandonado el grupo en 1990 tras fundar la compañía Eolo.
En 1981 estrenan Muerte accidental de un anarquista que sería a la postre la obra más representada en el País Vasco en los años 80. Otros estrenos como Doña Elvira, imagínate Euskadi y Grande Place también tuvieron mucha repercusión social en el mundo teatral vasco.
A partir de 1980 mantuvieron una amplia actividad actuando en diferentes lugares de España y el extranjero. Destaca la gira por Estados Unidos de América donde en Potsdam obtuvieron el premio al "Mejor Espectáculo del Año".

## Obras representadas en su etapa profesional
Al margen de las obras que Geroa montó en la etapa de aficionados, destacan los montajes teatrales del periodo profesional, comenzado en 1979 con el estreno de Kaixo Agirre. Los montajes son:
- Kaixo Aguirre, 1979, creación colectiva con versión literaria de Ramiro Pinilla y dirección de Antonio Malonda.
- La Mandrágora, 1980, de Nicolás Maquiavelo, dirigida por Cristina F. de Marti.
- Historia de la muñeca abandonada, 1980, sobre el texto de Alfonso Sastre, espectáculo de calle dirigido por Paco Obregón.
- Abraham y samuel, 1980, de Victor Haim, dirección de Carlos Vides.
- Muerte accidental de un anarquista,1981, de Dario Fo, dirección de Antonio Malonda.
- Moliere o la intriga de los beatos, 1982, de Mijail Bilgakov, dirección Antonio Malonda.
- Her puntilla y su criada Matti, 1984, de Bertolt Brechs, dirigida por Vides y Obregón.
- El casamiento, 1985, de Nicolas Gogol, dirección de Paco Obregón.
- Doña Elvira, imagínate Euskadi, 1986, de Ignacio Amestoy, dirección Antonio Malonda.
- Grand Place, 1987, de Mario Onandia, dramaturgia y dirección de Paco Obregón.
- Y Antigona…?, 1988, de Joan Casas, dirigida por Paco Obregón.
- Ertzaina al Pil Pil, 1988, de Mario Onandia, dirigida por Paco Obregón.
- Durango, un sueño 1439, 1990, de Ignacio Amestoy, dirigida popr Paco Obregón.
- La piel prestada, de Xabi Puerta, dirigida por Paco Obregón.
- El amante de Lili Marlen, 1991, de Paco Obregón y Xabi Puerta.
- Guanahani, la derrota del Ocaso, 1992, de Xabi Puerta, dirección de Carmen Portaceli.
- Rezagados, 1993, con al autoría y dirección de Ernesto Caballero.
- Las amazonas del Caballo, 1994, de Chatono contreras, dirección de Pepe Ortega.
- Por mis muertos, 1996, con textos de Sergi Belbel, Ernesto Caballero, Pepe Ortega, Alfonso Zurro y direcciones de Ramón Barea, Pepe Ortega, Ernesto Caballero, Andrés Lima.

## Premios y reconocimientos
Desde 1979 participa en diferentes festivales de teatro nacionales como internacionales consiguiendo varios galardones, entre ellos destacan:
- 1982 Premio Ercilla al mejor grupo vasco.
- 1984 Premio al mejor actor y mejor actriz en Ávila.
- 1986 Premio al mejor texto en Sitges.
- 1986 Premio Ercilla de la crítica al mejor grupo vasco.
- 1988 Premio al Mejor Espectáculo del Año de Potsdam con la obra Doña Elvira, Imagínate Euskadi.

Junto a Eolo Teatro, impulsó la creación, en 1993, de los Premios de Teatro Durango – Baqué para textos inéditos y no estrenados.